# Fenno-Skan

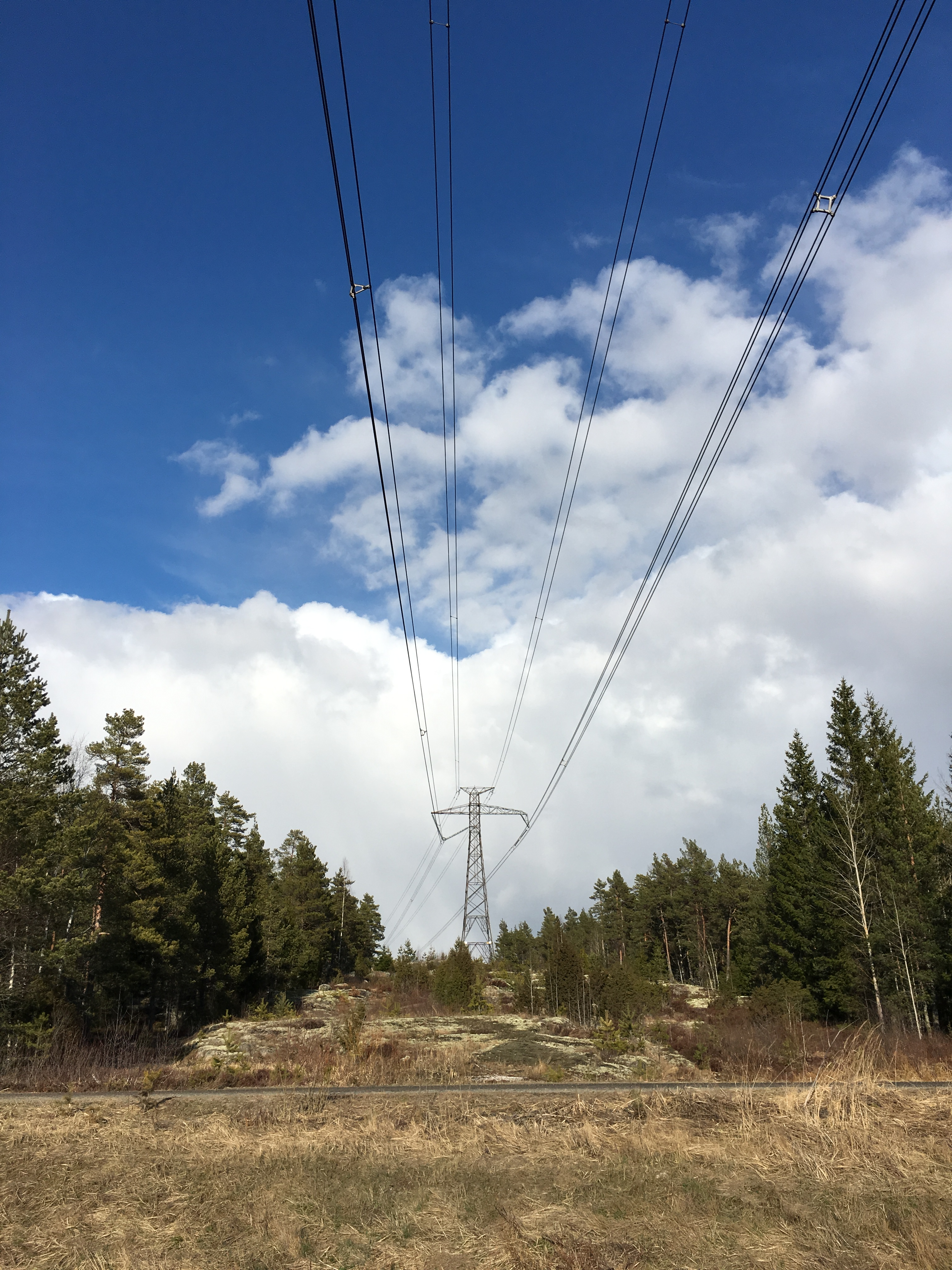
HGÜ-Stromleitung Fenno-Skan, die über die Strecke Turku-Pori in Rauma, Finnland, verläuft. Anders als bei der dreiphasigen Wechselstromübertragung sind nur zwei statt drei Drähte erforderlich (zusätzlich zu den Blitzschutzdrähten).

Fenno-Skan ist eine HGÜ-Verbindung zwischen Dannebo bei Forsmark in Schweden und Rauma in Finnland, die 1989 eingeweiht wurde. Die 233 Kilometer lange Leitung besteht aus einem 200 Kilometer langen, von ABB gefertigten Seekabel, das zum Zeitpunkt der Inbetriebnahme der Anlage das längste Hochspannungsseekabel der Welt war und einem 33 Kilometer langen Freileitungsabschnitt auf finnischer Seite. Die Freileitungsmasten der Fenno-Skan tragen zwei Leiterseile. Auf der Erdseiltraverse läuft die Elektrodenleitung, die eine Gesamtlänge von 38 Kilometern hat und auf den letzten fünf Kilometern auf einer separaten Trasse auf Holzmasten verlegt ist.
Die Fenno-Skan ist eine monopolare HGÜ mit Rückleitung über die Erde mit 400 kV Betriebsspannung und 500 MW Übertragungsleistung. Eine bipolare Erweiterung ist geplant.
Eine Besonderheit der Fenno-Skan ist, dass im Unterschied zu anderen HGÜ-Anlagen in Europa die Stromnetze auf beiden Seiten synchron betrieben werden und auch über Drehstromleitungen miteinander verknüpft sind. Allerdings sind diese Leitungen, da sie über Lappland verlaufen, sehr lang, so dass höhere Übertragungsverluste auftreten.
Das Kabel gehört den beiden Übertragungsnetzbetreibern Fingrid aus Finnland und der schwedischen Svenska kraftnät.
Eine Erweiterung Fenno-Skan 2 wurde Ende 2011 fertig gestellt. Das 800 MW, 500 kV Seekabel des Herstellers Nexans wurde durch den Kabelleger SC Skagerrak verlegt und kostete 150 Millionen €.
Während sie in Finnland auf den Masten der bestehenden Freileitung geführt wird, wurde für sie in Schweden eine neue Freileitung von der Küste zur HGÜ-Station Finnbole gebaut. Diese Leitung kreuzt westlich von Mehedeby ▼ die Bahnstromleitung Tierp-Gävle und die zu ihr parallel verlaufende 220-kV-Drehstromleitung Mehedeby-Gävle. Dies ist die einzige Kreuzung einer HGÜ-Freileitung und einer Bahnstromleitung überhaupt und der einzige Punkt der Welt, wo alle drei Grundtypen von Hochspannungsleitungen (Drehstromleitung, Einphasenwechselstromleitung und Gleichstromleitung) einander begegnen.